# Río Baliera
El río Baliera es un curso de agua del norte de la península ibérica. Afluente del Noguera Ribagorzana, discurre por la provincia de Huesca.

## Curso
Discurre por la provincia española de Huesca. El río, que nace en las montañas de Castanesa, baña los lugares de Denuy, Bibiles, Castaner, Escaner y Pallerol y acaba desaguando en el Noguera Ribagorzana. Aparece descrito en el tercer volumen del Diccionario geográfico-estadístico-histórico de España y sus posesiones de Ultramar de Pascual Madoz con las siguientes palabras:

BALIERA: pequeño arroyo en la prov. de Huesca, part. jud. de Benabarre; tiene su origen en las montañas de Castanesa, y el terreno montuoso y algunos prados que baña en su curso de 5 leg. solo es fértil en yerbas de pasto; corre por medio de los pueblos de Denuy, Bibils y Castaner que deja á su der. y á la izq. Escaner y Pallerol; sus corrientes, aunque no son perennes, dan impulso á las ruedas de los molinos de Castanesa, y desagua entre los montes Castaner y la Virgen de la O. en el r. Noguera Ribagorzana, donde pierde su nombre.
(Madoz, 1846, p. 328)

Las aguas del río, perteneciente a la cuenca hidrográfica del Ebro, acaban vertidas en el mar Mediterráneo.